# Explorador dental

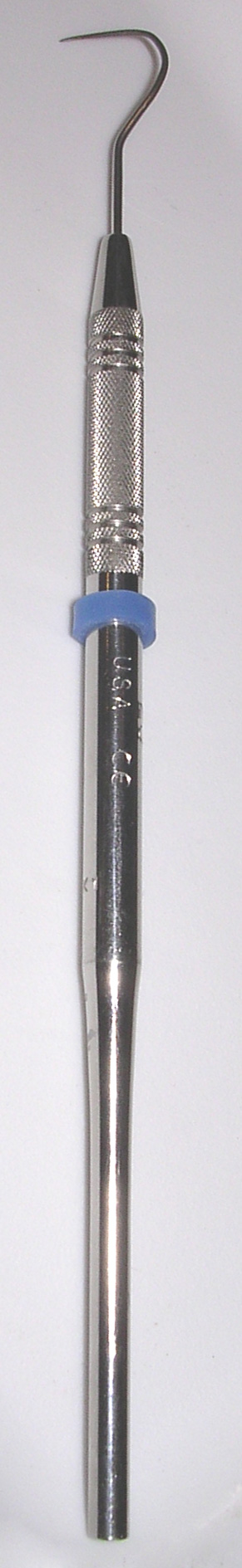
Un explorador dental número 23, también conocido como 'sonda de hoz'

Un explorador dental o sonda exploradora dental es uno de los muchos instrumentos dentales. Tiene un final afilado que sirve para mejorar la sensación táctil del paciente.

## Tipos de explorador
Existen varios tipos de sonda (explorador) dental. La más conocida es la sonda exploradora 23 (ver foto), también conocida como "gancho de pastor". Otras sondas conocidas son la sonda exploradora 3HC y la número 17 que son útiles en las zonas interdentales.

## Debate sobre su utilización
Hasta hace poco, el explorador dental era usado para determinar la presencia de cavidades dentales; práctica que cierto número de profesionales ha cuestionado.
En algunos casos el esmalte dental se desmineraliza al principio de la descomposición dental. En consecuencia, el explorador dental podría causar una degradación del esmalte del paciente en zonas donde antes no existía ningún problema. Por consiguiente, se recomienda el uso del fluoruro, así como una buena higiene bucodental a fin de remineralizar el esmalte. Además, la radiología, así como el uso de ciertos productos concebidos para identificar problemas dentales ayudan a los pacientes en su diagnóstico final. Sin embargo, el uso del explorador sigue en debate, pues sigue siendo difícil realizar un diagnóstico médico sin pasar por una verificación táctil.